# Нада Клаић
Нада Клаић (Загреб, 21. јул 1920 — Загреб, 2. август 1988) била је хрватска историчарка.

## Биографија
Дипломирала је на Филозофском факултету у Загребу где се одмах запослила као асистент и где је провела читав свој радни век. Докторирала је 1947. године са дисертацијом Политичко и друштвено уређење Славоније за Арпадовића. О фалсификатима у повијести Пага назив је њене хабитилације из 1955. године. Ванредни професор постала је 1961. а редовни 1969. године. На филозофском факултету је предавала историју Хрвата у средњем веку.
Ипак њено подручје проучавања је знатно шире. Писала је о досељењу Словена на Балканско полуострво, хрватским владарима, византијској Далмацији, средњовековној Босни, друштвеним превирањима и устанцима у Хрватској, побунама Матије Иванића и Матије Гупца, побуни Крајишника. Хронолошки се њен опсег интересовања протеже од досељавања Словена на Балкан па све до 19. века. Тема њених проучавања била је и историја градова: Загреба, Копривнице, Вуковара, Задра, Јабланца, Трогира. Указала је на више фалсификата у дипломатичкој грађи. Један је од аутора Историје народа Југославије I. Две књиге о историји Хрвата у средњем веку издвајају се из њеног богатог научног опуса.
Да би указали поштовање према Нади Клаић, у Загребу су стубови у Босанској улици названи по њеном имену. Деда, по оцу, Наде Клаић био је историчар Вјекослав Клаић.

## Одабрани радови
- О аутентичности привилегија трогирског типа, 1955.
- Постанак племства „дванаесторо племена краљевине Хрватске“, 1958.
- Клаић, Нада (1967). Historia Salonitana Maior. Београд: Научно дело.
- Проблем кметства на подручју дубровачке Астареје, 1971.
- Klaić, Nada (1970). „Historijska uloga Neretvanske kneževine u stoljetnoj borbi za Jadran”. Makarski zbornik: Zbornik znanstvenog savjetovanja o Makarskoj i Makarskom primorju. 1. Makarska. стр. 121—168.
- Klaić, Nada (1971). Povijest Hrvata u ranom srednjem vijeku (1. изд.). Zagreb: Školska knjiga.
  - Klaić, Nada (1975). Povijest Hrvata u ranom srednjem vijeku (2. изд.). Zagreb: Školska knjiga.
- Klaić, Nada (1976). Povijest Hrvata u razvijenom srednjem vijeku. Zagreb: Školska knjiga.
- Klaić, Nada (1976). Društvena previranja i bune u Hrvatskoj u XVI i XVII stoljeću. Beograd: Nolit.
- Klaić, Nada (1979). „Način na koji je nastajalo djelo Historia Salonitana Maior”. Vjesnik za arheologiju i historiju dalmatinsku. 72-73: 171—198.
- Повијест Загреба. Загреб у средњем веку, 1982.
- Цртице о Вуковару у средњем вијеку, 1983.
- Јавни живот града и његових људи, 1985.
- Klaić, Nada (1988). „Srednjovjekovna Krbava od Avara do Turaka”. Krbavska biskupija u srednjem vijeku. Zagreb: Kršćanska sadašnjost. стр. 1—9.
- Klaić, Nada (1989). Srednjovjekovna Bosna: Politički položaj bosanskih vladara do Tvrtkove krunidbe (1377. g.) (1. изд.). Zagreb: Grafički zavod Hrvatske.
  - Klaić, Nada (1994) [1989]. Srednjovjekovna Bosna: Politički položaj bosanskih vladara do Tvrtkove krunidbe (1377. g.) (2. изд.). Zagreb: Eminex.
- Klaić, Nada (1990). Povijest Hrvata u srednjem vijeku. Zagreb: Globus.